# Jan Świderski (przyrodnik)
Jan Kazimierz Świderski (ur. 2 września 1895 w Szalowej k. Nowego Sącza, zm. 17 października 1965 w Opolu) – przyrodnik polski, nauczyciel, działacz społeczny.

## Życiorys
Był synem Wawrzyńca i Marii z Holików. Kształcił się w szkole w Szalowej, maturę uzyskał w 1920 w Tarnowie jako ekstern. W latach 1921–1925 odbył studia biologiczne na Uniwersytecie Warszawskim i uzyskał uprawnienia nauczycielskie. Pracował przez pewien czas jako nauczyciel biologii w Seminarium Nauczycielskim w Wirku koło Katowic, był również asystentem w Katedrze Biologii Uniwersytetu Wileńskiego. Okres okupacji spędził w rodzinnej Szalowej, pracując jako wiejski nauczyciel.
Od 1945 pracował w Opolu, gdzie zaraz po wojnie przystąpił do organizacji Państwowego Zakładu Kształcenia Nauczycieli, a w 1946 został dyrektorem Liceum Pedagogicznego. Potem pracował jako nauczyciel biologii w I Liceum Ogólnokształcącym. W Opolskim Ośrodku Metodycznym był instruktorem-biologiem.
Jan Świderski udzielał się w szeregu organizacji, był aktywnym działaczem Związku Nauczycielstwa Polskiego, współtwórcą lokalnych struktur Ligi Ochrony Przyrody (1956), wiceprzewodniczącym Wojewódzkiego Komitetu Ochrony Przyrody (1950). W pierwszych latach powojennych przewodniczył Komisji Oświaty i Kultury Miejskiej Rady Narodowej w Opolu, a także Komitetowi Badań Prehistorycznych, organizując prace badawcze z archeologii. W 1955 należał do grona założycieli Opolskiego Towarzystwa Przyjaciół Nauk, wszedł w skład jego zarządu, a także stał na czele Wydziału III Nauk Przyrodniczych. W 1957 był wśród założycieli Instytutu Śląskiego.
Na łamach takich pism, jak „Słowo Polskie”, „Dziennik Zachodni” czy „Kwartalnik Opolski”, publikował artykuły z dziedziny ochrony przyrody oraz o tematyce historycznej (m.in. Ks. dr Jan Dzierżon i pszczoły, „Kwartalnik Opolski”, 1961).
Był odznaczony m.in. Krzyżem Kawalerskim Orderu Odrodzenia Polski, Medalem 10-lecia Polski Ludowej, Medalem „Za zasługi dla miasta Opola”, Złotą Odznaką Związku Nauczycielstwa Polskiego. Zmarł 17 października 1965 w Opolu.